# Михалкове (Первомайський район)
Миха́лкове — село в Україні, у Кривоозерській селищній громаді Первомайського району Миколаївської області. Населення становить 281 особу.

## Відомі люди
В селі народилися:
- Добровольський Георгій Іванович (1928—1994) — український графік.
- Єремеєв Борис Романович (1903—1995) —  радянський офіцер, Герой Радянського Союзу.